# Liste der Träger des Ehrenzeichens des Landes Steiermark
In dieser Liste sind Träger des Ehrenzeichens des Landes Steiermark angeführt. Die Kurzbemerkung nach dem Namen soll den Grund beziehungsweise die Funktion der Person am beziehungsweise vor dem Verleihungstag ersichtlich machen.
Die Einträge sind, falls bekannt, nach dem Verleihungsjahr oder der Veröffentlichung sortiert, innerhalb des Jahres alphabetisch. Die Jahresangaben haben aber aufgrund der verschiedenen Quellangaben eine Unschärfe, da die Zeit vom Antrag über die Verleihung bis zur Bekanntmachung mehrere Monate betragen kann.
Die Liste ist noch keineswegs vollständig.

## Großes Goldenes Ehrenzeichen des Landes Steiermark mit dem Stern
- Rudolf Sallinger, Politiker (1982)
- Walter Wilburg, Zivilrechtler (1985)
- Adalbert Sebastian, Politiker (1990)
- Stefan Greif, Internist (1991)
- Maria Schaumayer, Wirtschaftswissenschafterin, Politikerin und Präsidentin der Österreichischen Nationalbank (1992)
- Rupert Buchberger, Politiker (1993)
- Franz Wegart, Politiker (1993)
- Hans Roth, Unternehmer (1996)
- Julius Kraft-Kinz, Chirurg (1997)
- Hannes Androsch, Politiker und Unternehmer (1998)
- Berthold Sutter, Historiker (2004)
- Adolf Anton Osterider, Künstler (2004)
- German Vesko, Landtagspräsident (2005)
- Wolfgang Köle, Chirurg (2005)
- Severin Schneider, Ordensgeistlicher (2005)
- Emil Breisach, Journalist (2006)
- Georg Josef Doppelhofer, Jurist und Bankmanager (2006)
- Egon Kapellari, Bischof (2006)
- Reinhold Purr, Landtagspräsident (2007)
- Hans Steiner, Landtagsabgeordneter (2007)
- Franz Harnoncourt, Vorstandsvorsitzender von Kastner & Öhler (2007)
- Othmar Pickl, Historiker (2007)
- Wolfgang Mantl, Politikwissenschaftler und Verfassungsjurist (2007)
- Ernst-Christian Gerhold, Superintendent (2008)
- Alexander Götz, Bürgermeister von Graz (2008)
- Otto Kolleritsch, Rektor (2008)
- Dieter Knall, Bischof der Evangelischen Kirche A. B. in Österreich (2010)
- Franz Weiss, Maler und Bildhauer (2010)[1]
- Luis Durnwalder, Landeshauptmann von Südtirol (2012)
- Martin Bartenstein, Industrieller, Bundesminister und Nationalratsabgeordneter (2013)
- Günter Brus, Künstler (2013)
- Karl Harnoncourt, Mediziner und Hochschullehrer (2013)
- Michael Häupl, Landeshauptmann von Wien (2017)
- Erwin Pröll, Landeshauptmann von Niederösterreich (2017)
- Josef Pühringer, Landeshauptmann von Oberösterreich (2017)
- Peter Zurbriggen, römisch-katholischer Erzbischof und Diplomat des Heiligen Stuhls (2017)
- Beatrix Karl, Politikerin (2018)[2]
- Helmut Konrad, Rektor der Universität Graz (2018)[2]
- Gerald Klug, Verteidigungsminister (2019)[3]
- Doris Bures, Nationalratspräsidentin (2019)[4]
- Bettina Vollath, Landtagspräsidentin (2019)[5]
- Volker Bouffier, Ministerpräsident von Hessen, Deutschland (2021)[6][7]
- Karlheinz Tscheliessnigg, Mediziner (2022)[8]
- Gregor Hammerl, Politiker (2022)[9][10]
- Michael Chalupka, Bischof der Evangelischen Kirche A.B. in Österreich (2022)[11]
- Christian Brünner, Rektor der Universität Graz (2022)[12]
- Anna Rieder, Landesrätin (2023)[13]
- Peter Handke, Schriftsteller (2024)[14]

ohne Datum
- Josef Letmaier, Kommerzialrat, Nationalrat a. D. und Unternehmer (Baumeister) 1994
- Alfred Mikesch, Bürgermeister von Kapfenberg
- Fritz Posch, Univ.-Prof., Historiker, Direktor des Landesarchivs, 1991
- Herbert Schambeck, Univ.-Prof., Rechtswissenschaftler und Politiker (Präsident des Bundesrates) 1989
- Friedrich Poppmeier (1933 – 9. April 2019), Gründer Spar Steiermark (1958), Gründer Spar Österreich (1970) 2018

## Großes Goldenes Ehrenzeichen des Landes Steiermark
- Stefan Greif, Internist (1980)
- Walter Koschatzky, Direktor von Kunstmuseen und kunstgeschichtlicher Autor (1981)
- Franz Wegart, Politiker (1982)
- Günter Waldorf, Maler (1984)
- Eduard Fally, Offizier (1985)
- Leopold Städtler, Generalvikar (1985)
- Rudolf Kellermayr, Pädagoge und Kulturkritiker (1986)
- Friedrich Hausmann, Historiker (1987)
- Friedrich Schmied, Offizier und stellvertretender Korpskommandant im Korpskommando I (1987)
- Katalin Bregant, Ehrenmitglied des Österreichischen Roten Kreuzes (1988)
- Alfred Edler, Politiker (1988)
- Erich Hable, Lehrer und Ornithologe (1988)
- Franz Mixa, Komponist, Dirigent und Musikpädagoge (1988)
- Helmut Mezler-Andelberg, Historiker (1989)
- Paul Lendvai, Publizist (1990)
- Erwin Huber, Bildhauer (1990)
- Franz Koringer, Komponist (1991)
- Johann Josef Dengler, Botschafter (1992)
- Karl Kordesch, Chemiker und Erfinder (1992)
- Gunter Wesener, Rechtswissenschaftler (1992)
- Karl Heinrich Tinti, Montanist, Autor und Schauspieler (1993)
- Karl Wohlhart, Hochschullehrer (1995)
- Rosaria Golsch, Äbtissin (1996)
- Helmut Konrad, Rektor an der Universität Graz (1997)
- Josef Schrammel, Landtagsabgeordneter a. D. (1997)
- Karl Acham, Soziologe, Philosoph und Wissenschaftshistoriker (1999)
- Wolf Rauch, Rektor an der Universität Graz (1999)
- Eugen Brixel, Komponist, Musiker und Musikwissenschaftler (2000)
- Dieter Hundt, Unternehmer, Arbeitgeberfunktionär und Aufsichtsratsvorsitzender (2001)
- Guido Dessauer, Fabrikant, Honorarprofessor und Kunstmäzen (2002)
- Markus Lutterotti, Diplomat (2002)
- Gerhard Roth, Schriftsteller (2002)
- Stefan Knafl, Politiker (2003)
- Heinrich Schnuderl, Generalvikar der Diözese Graz-Seckau (2003)
- Colin Fournier, Architekt (2004)[15]
- Heinrich J. Pölzl, Künstler (2005)
- André Jeanquartier, Künstler (2006)[16]
- Hermann Miklas, Superintendent der Evangelischen Superintendentur A. B. Steiermark (2007)
- Ulf Mayer, österreichischer Bildhauer (2007)
- Frank Stronach, Industrieller und Milliardär (2007)
- Brigitte Ederer, Politikerin und Managerin (2008)
- Gerhard Franz, Konsul (2008)
- Gunther Hasewend, Landesbaudirektor (2008)
- Wolfgang Pöhl, Rektor (2008)
- Petrus Steigenberger, Abt des Stiftes Rein (2008)
- Gerhard Franz Walter, Rektor (2008)
- Heinrich Winkelmayer, Offizier (2008)
- Gerhard Wlodkowski, Landwirtschaftskammerpräsident (2008)
- Bernd Stöhrmann, Politiker (2009)
- Helmut List, Industrieller (2010)
- Alois J. Hochstrasser, Dirigent, Musikpädagoge (2011)
- Alois Sundl, Generaldirektor der Merkur Versicherung (2013)
- Günther Josef Müller, Honorarkonsul und Winzer (2013)
- Johann Christof, Unternehmer (2013)
- Franz Eckert, Rechtswissenschaftler und Diakon (2013)
- Claus Raidl, Ökonom und Präsident der Oesterreichischen Nationalbank (2013)[17]
- Otto Strohmaier, Abt des Benediktinerstifts St. Lambrecht (2013)
- Irmgard Griss, Juristin und Präsidentin des Obersten Gerichtshofes (2016)[18]
- Magda Bleckmann, Politikerin (2018)[2]
- Eugen Gross, Architekt und Literat (2018)[19]
- Elisabeth Grossmann, Politikerin (2018)[2]
- Gerhard Draxler, Landesdirektor im ORF-Landesstudio Steiermark (2019)[3]
- Elisabeth Freismuth, Rektorin der Kunstuniversität Graz (2019)[3]
- Stefan Karner, Historiker (2019)[3]
- Hans Roth, Unternehmer, Gründer der Saubermacher Dienstleistungs AG (2019)[3]
- Fritz Grillitsch, Präsident des Österreichischen Bauernbundes (2019)[5]
- Christa Neuper, Rektorin der Universität Graz (2019)[5]
- Anton Gangl, Karl Petinger und Peter Tschernko, Politiker (2020)[20]
- Ivica Osim, Fußballtrainer (2021)
- Rudolf Roth, Fußballspieler und Unternehmer (2021)[21][22]
- Günther Jontes, Volkskundler (2021)[23]
- Franz Reißner, Generalleutnant, Belgier-Kaserne in Graz (2022)[24]
- Josef Herk (Wirtschaftskammer), Josef Pesserl (Arbeiterkammer) und Franz Titschenbacher (Landwirtschaftskammer), Kammerpräsidenten (2022)[25]
- Horst Schachner, ÖGB-Vorsitzender und Bundesrat (2022)[12]
- Wilfried Eichlseder, Harald Kainz, Rektoren (2023)[26]
- Helmut Marko, Autorennfahrer (2024)[27]
- Hellmut Samonigg, Rektor (2024)[27]

ohne Jahresangabe
- Maximilian Aichern, Abt von St. Lambrecht
- Brigitte Antonius, Schauspielerin
- Siegfried Josef Bauer, Weltraumforscher und Hochschullehrer
- Ludwig Bieringer, Politiker
- Thomas Chorherr, Journalist
- Cäcilia Fischer, Äbtissin von St. Gabriel
- Hans Fronius, Maler
- Rupert Gmoser, Politiker
- Günther Granser, Botschafter
- Josef Greimel, Jurist und ehem. Vorstand der Personalabteilung des Amtes der Steiermärkischen Landesregierung
- Hrabanus Heddergott, Abt von Tholey
- Hans Hollmann, Regisseur
- Rupert Kroisleitner, Propst von Vorau
- Hermann Kröll, Politiker
- Grigorios Larentzakis, orthodoxer Theologe
- Horst Friedrich Mayer, Journalist, Autor und Fernsehmoderator
- Fritz Marsch, Politiker
- Karl Metz, Geologe
- Thomas Muster, Tennissportler
- Anton Pischinger, Maschinenbauer
- Roderich Regler, Politiker
- Josef Reichl, Politiker
- Anna Rieder, Politikerin
- Bernd Schilcher, Politiker und Hochschullehrer[28]
- Benedikt Schlömicher, Prälat und Abt des Benediktinerstiftes Admont
- Friedrich Schmiedl, Raketenpionier und Erfinder der Raketenpost
- Gerald Schöpfer, Wissenschaftler und Politiker
- Josef Strauß, Lehrer
- Paul Urban, Physiker
- Emil Worsch, Lehrer, Autor und Radiästhet
- Herbert Zeman, Literatur- und Sprachwissenschaftler und Sänger

## Großes Ehrenzeichen des Landes Steiermark
- Stefan Greif, Internist (1976)
- Hilmar Sturm, österreichischer Bergsteiger (1980)
- Katalin Bregant, Ehrenmitglied des Österreichischen Roten Kreuzes (1981)
- Gertrude Wagner, Schachfunktionärin (1981)
- Karl Heinrich Tinti, Montanist, Autor und Schauspieler (1982)
- Eugen Brixel, Komponist, Musiker und Musikwissenschaftler (1983)
- Karl Haidmayer, Komponist und Musikwissenschaftler (1987)
- Josef Schrammel, Landtagsabgeordneter (1987)
- Emmerich Menyhay, Mittelschuldirektor, Professor, Sachbuchautor und Kolumnist (1989)
- Albert Höfer Theologe, Priester, Psychotherapeut, Gestaltpädagoge und Universitätsprofessor (1991)
- Hans Hauke, Akademischer Maler (1995)
- Stefan Karner, Historiker (1996)
- Josef Pillhofer, Bildhauer (1996)
- Alois J. Hochstrasser, Dirigent und Musikpädagoge (2001)
- Marianne Graf, Vorstandspräsidentin von Albania-Austria Partnerschaft (2004)
- Günter Höfler, Offizier (2004)
- Gerhard Kapl, Fußballschiedsrichter und Fußballfunktionär (2004)
- Johann Lafer, Koch, Unternehmer und Sachbuchautor (2005)
- Gustav Chlestil, Präsident Auslandsösterreicher-Weltbund (2005)
- Wolfgang Mayer König, Autor (2006)
- Rosemarie Kurz, Autorin und Altersforscherin (2007)
- Friedrich Bouvier, Bauingenieur und Architekt (2008)
- Wolf Chibidziura, Beamter (2008)
- Alfonsie Galka, Beamtin (2008)
- Baldur Heckel, Techniker und Obmann des steirischen Sängerbundes (2008)
- Wilfried Krieger, Beamter (2008)
- Alfred Langer, Beamter (2008)
- Helmut Röhrling, Musiker (2008)
- Gert Steinbäcker, Musiker (2008)
- Sepp Tezak, Eisenbahnhistoriker und Publizist (2008)
- Günter Timischl, Musiker (2008)
- Christine Brunnsteiner, Radio- und Fernsehmoderatorin und Autorin (2009)
- Klaus Lederer, Universitätsprofessor für Chemie der Kunststoffe, Montanuniversität Leoben (2009)[29]
- Ewald Pfleger, Musiker (2009)[30][31]
- Sigi Feigl, Jazzmusiker, Bandleader und Hochschullehrer (2011)
- Linda Leeb, Künstlerin (2011)[32]
- Hortensia Fussy, Bildhauerin (2014)
- Maria Cäsar, Widerstandskämpferin (2014)
- Franz Marhold, Universitätsprofessor (2014)
- Hans Jörgensen, Manager (2014)[33]
- Joachim Baur, Künstler (2015)[34]
- Helmut Winkler, Manager, AHS Lehrer (2015)
- Wolfgang Baumjohann (2016)[35]
- Günther Posch, Politiker (2016)
- Otto Pendl, Politiker (2017)
- Jürgen Winter, Marc Angelini und Hermann Krist – Präsidenten der Special Olympics Österreich (2017)[36]
- Michael Ksela, Honorarkonsul des Königreiches Marokko, Unternehmer (2018)[37]
- Judith Schwentner, Christoph Vavrik, Andreas Zakostelsky, Politiker (2018)[38][39]
- Christoph Binder, Bibliothekar (2018)[39]
- Manfred Schubert-Zsilavecz, Pharmazeut (2018)[38][39]
- Helmuth Gruber, Landesleiter und Präsident der Österreichische Rettungshundebrigade ÖRHB (2019)
- Karl Albrecht Kubinzky, Autor und Publizist (2020)[40][41]
- Renate Bauer, Bernhard Ederer, Maria Fischer, Erich Hafner, Günther Kumpitsch und Josef Riemer, Politiker (2020)[20]
- Dagmar Bojdunyk-Rack, Geschäftsführerin von Rainbows Austria, Franz Werner Gutzwar, Politiker, Alfred Hudin, Chorverbandleiter (2021)[42]
- Ivica Osim, Fußballtrainer (2021)[43]
- Gerd Krusche, Politiker (2022)[44]
- Werner Piller, Paläontologe (2022)[44]
- Berndt Luef, Jazzmusiker (2022)[45]
- Boris Bukowski, Musiker (2023)[46]
- Christian Jauk, Sturm-Präsident (2023)
- Sonja Klima, Spanische Hofreitschule/Lipizzanergestüt Piber (2023)
- Reinhold Ebner, Universitätsprofessor (2023)
- Konrad Esterl, Bürgermeister Altgemeinde Krakauhintermühlen (2023)
- Reinhard Graf, Primarius, Universitätsprofessor (2023)
- Karl Hackl, Bezirks-Ehrenobmann (2023)
- Gerhard Harer, Geschäftsführer (2023)
- Josef Krenn, Landesfeuerwehrrat (2023)
- Peter Lang, Chirurg, Primarius (2023)
- Hans-Jörg Mischinger, Universitätsprofessor (2023)
- Karl Hans Polzhofer, Honorarkonsul (2023)
- Franz Riepl, Universitätsprofessor (2023)
- Rudolf Schober, Landesfeuerwehrrat (2023)
- Bruno Schwab, Bürgermeister Kainach bei Voitsberg (2023)
- Gerhard Schweiger, Oberst (2023)
- Karl Wratschko, Bürgermeister Gamlitz (2023)
- Gerald Zenker, Primarius (2023)
- Barbara Fiala-Köck, Tierschutz-Ombudsfrau (2023)[47]
- Gerhard Gödl, Präsidenten des Landesverwaltungsgerichtes (2023)[47]
- Gerhard Kobinger, Präsident der Landesgeschäftsstelle Steiermark der Österreichischen Apothekerkammer (2023)[47]
- Reinhard Leichtfried, Landesfeuerwehrkommandant der Steiermark (2023)[47]
- Jürgen Em, Präsident des Auslandsösterreicher-Weltbundes (2023)[47]
- August Kargl, Vizepräsidenten des steierischen Landesverbandes im Österreichischen Kameradschaftsbund (2023)[47]
- Matthias Kranz, Landeskammerrat der Landwirtschaftskammer Steiermark (2023)[47]
- Gabriele Krenn, Präsidentin der Steiermärkischen Rechtsanwaltskammer (2023)[47]
- Claudia Macheiner, Direktorin der Österreichischen Nationalbank Süd (2023)[47]
- Klaus Sauermoser, Leiter des Referates Infrastruktur und Standortentwicklung (2023)[47]
- Michael Steiner, Ökonom am Institut für Volkswirtschaftslehre und Volkswirtschaftspolitik der Universität Graz[47]
- Gottfried Unterweger, Bezirksobmann im Blasmusikverein (2023)[47]
- Helmut Wittmann, Direktor der Steiermärkischen Landesbahnen (2023)[47]
- Karl Ziegler, Karl Zimmermann, Anton Scherbinek, Toni Weber und Karl Brodschneider, Bürgermeister (2023)[48][49]
- Elie Rosen, Präsident der jüdischen Gemeinde in Graz (2024)[50]
- Karl Peter Pfeiffer, wissenschaftlicher Geschäftsführer der Fachhochschule Joanneum (2024)[51]
- Barbara Edlinger, Künstlerin (2024)[51]
- Wolfgang Lackner, Generalmajor (2024)[51]
- Ernst Lasnik, Bundesrat (2024)[51]
- Peter Mrak, Primarius (2024)[51]
- Martha Mühlburger, Vizerektorin (2024)[51]
- Herbert Ploder, Bezirks-Ehrenobmann (2024)[51]
- Christian Weniger, Journalist (2023)[52]
- Franz Doppelhofer, Bürgermeister Gemeinde Fischbach (2024)[53]
- Walter Eichmann, Bürgermeister Marktgemeinde Stainz (2024)[53]
- Karl Grasmuck, Bürgermeister Marktgemeinde Gamlitz (2024)[53]
- Gerhard Gschiel, Bürgermeister Gemeinde Buch-St. Magdalena, ehem. Gemeinde St. Magdalena am Lemberg (2024)[53]
- Gerald Maier, Bürgermeister Gemeinde Ebersdorf (2024)[53]
- Alois Mayer, Bürgermeister Marktgemeinde Pölstal, ehem. Gemeinde Oberzeiring (2024)[53]
- Johann Mayer, Bürgermeister Gemeinde Hengsberg (2024)[53]
- Johann Rechberger, Bürgermeister ehem. Gemeinde Stambach (2024)[53]
- Rudolf Stiendl, Bürgermeister Gemeinde St. Andrä-Höch (2024)[53]
- Eberhard Wallner, Bürgermeister Marktgemeinde Unzmarkt-Frauenburg (2024)[53]
- Martin Wratschko, Bürgermeister Marktgemeinde Ehrenhausen (2024)[53]
- Ernst Fartek, Vorstand a. D. (2024)[54]
- Konrad Frey, Architekt (2024)[54]
- Erwin Grangl, Landesbranddirektor-Stv. a. D. (2024)[54]
- Trautgundis Kaiba, Ehrenobfrau (2024)[54]
- Günther Erich Klein, Universitätsprofessor (2024)[54]
- Günter Josef Krejs, em. Universitätsprofessor (2024)[54]
- Hilarion Petzold, Universitätsprofessor (2024)[54]
- Manfred Pfandl, Vizepräsident (2024)[54]
- Johann Pfeifer, Em. Universitätsprofessor (2024)[54]
- Karl Pummer, Universitätsprofessor (2024)[54]
- Franz Rotter, Ex-Vorstand (2024)[54]
- Gerhard Semmelrock, Hofrat i.R. (2024)[54]
- Ernst Trinkl, Oberst (2024)[54]
- Rudolf Wabnegg, Oberst (2024)[54]
- Franz Weintögl, Generaldirektor a. D. (2024)[54]
- Werner Zenz, Universitätsprofessor i.R. (2024)[54]
- Friedrich Fledl, Bürgermeister a. D. (Gemeinde Gaal), 2024[55]
- Johann Hammer, Bürgermeister a. D. (Marktgemeinde Großklein), 2024[55]
- Franz Hierzer, Bürgermeister a. D. (Gemeinde Gabersdorf), 2024[55]
- Reinhold Höflechner, Bürgermeister a. D. (Marktgemeinde Straß in Steiermark), 2024[55]
- Hubert Isker, Bürgermeister a. D. (Marktgemeinde Gralla), 2024[55]
- Peter Kern, Bürgermeister a. D. (Gemeinde Strallegg), 2024[55]
- Gerhard Konrad, Bürgermeister a. D. (Marktgemeinde Straden), 2024[55]
- Helmut Leitenberger, Bürgermeister a. D. (Stadt Leibnitz), 2024[55]
- Johann Schweigler, Bürgermeister a. D. (Marktgemeinde Mettersdorf am Saßbach), 2024[55]
- Christine Siegel, Bürgermeisterin a. D. (Gemeinde Bad Gleichenberg), 2024[55]
- Friedrich Stangl, Bürgermeister a. D. (Gemeinde Lassing), 2024[55]
- Heinrich Tomschitz, Bürgermeister a. D. (Marktgemeinde Deutsch Goritz), 2024[55]
- Dietmar Tschiggerl, Bürgermeister a. D. (Marktgemeinde Halbenrain), 2024[55]
- Johann Weiglhofer, Bürgermeister a. D. (Gemeinde Pöllauberg), 2024[55]
- Alois Gölles, Unternehmer (2025)[56]
- Peter Uggowitzer, Metallurg und Materialwissenschaftler (2025)[56]

ohne Jahresangabe
- Peter Freyberger, Facharzt für Zahn-, Mund- und Kieferheilkunde und Universitätsprofessor
- Ernst Märzendorfer, Dirigent, Komponist und Musikforscher
- Gerti Pall, Kammerschauspielerin[57]
- Robert Seeger, Sportmoderator
- Heinz Stadler, Chirurg
- Hans Georg Zapotoczky, Psychiater

## Goldenes Ehrenzeichen des Landes Steiermark
- Liselotte Buchenauer, Alpinistin, Bergschriftstellerin und Journalistin (1976)
- Johann Trummer, römisch-katholischer Priester, Organist, Musikwissenschaftler und Medienmanager (1979)
- Berta Pfister-Lex, Künstlerin und Restauratorin (1982)
- Ilse Dvorak-Stocker, Leiterin des Leopold Stocker Verlages (1982)
- Fritz Muliar, Schauspieler und Regisseur (1985)
- Franz Koringer, Komponist (1991)
- Josef Sommer, Bürgermeister Altgemeinde Übersbach (1991)
- Robby Musenbichler, Gitarrist, Komponist und Musikproduzent (1993)
- Martin Purtscher, Landeshauptmann von Vorarlberg (1995)
- Herbert Schliefsteiner, Tiermaler, Ornithologe und Museumsgründer (1996)
- Die Stoakogler, Volkstümliche Musikgruppe (1998)
- Marianne Graf, Vorstandspräsidentin von Albania-Austria Partnerschaft (1998)
- Gerhard Niederhammer, Sportler und Trainer (2000)
- Emmerich Böhm, Gründer des Unternehmens Meisterfrost GmbH (2000)
- Helga Gruber, Sängerin (2003)
- Maria Hirschmugl, Die Gleichenberger Dorffrauen (2004)
- Amalia Trummer, Die Gleichenberger Dorffrauen (2004)
- Hilde Rauch, Die Gleichenberger Dorffrauen (2004)
- Gerhard H. J. Fruhmann, Präsident des Steirischen Landesverbandes der Elternvereine (2005)
- Regina Strassegger, Journalistin (2005)
- Josef Faist, Pädagoge (2007)
- Gerald Gaberscik, Techniker und Wissenschaftler (2007)
- Stephan Sticher, Unternehmer (2008)
- Gerd Schuller, Musiker (2008)
- Christine Brunnsteiner, Moderatorin (2009)
- Gerhard Gürtlich, Beamter (2009)
- Lambert Schüssler, Ingenieur (2010)
- Edwin Benko, Mitbegründer des Kriseninterventionsteams Land Steiermark, Psychotherapeut und Supervisor (2011)[58]
- Katharina Purtscher-Penz, Mitbegründerin des Kriseninterventionsteams Land Steiermark, Fachärztin für Kinder- und Jugendpsychiatrie und Psychotherapie (2011)[58]
- Helfried Grandl, Leiter der Zentralkanzlei des Landes Steiermark (2011)
- Karl Haider, Musiker und Ehrenobmann (2011)
- Hans Leitinger, Baumeister (2011)
- Alfred Grinschgl, Geschäftsführer der Rundfunk & Telekom Regulierungs-GmbH sowie Gründungsgeschäftsführer der Antenne Steiermark (2013)
- Alois Hirschmugl, UN-Katastrophenmanager (2013)
- Erich Marx Museumsdirektor (2013)
- Reinhold Haring, Chorleiter und Komponist (2014)
- Matthias Konrad, Bürgermeister von Leoben (2014)
- Erika Gossler, Präsidentin der Österreichischen Hausfrauen-Union (2016)
- Reinhart Grundner, Moderator (2017)
- Christian Faul, Politiker
- Gert Maria Hofmann, Künstler
- Alois Wilhelm Istenes, Obmann des Steirischen Hausbesitzerverbandes
- Hermann Kröll, Politiker
- Kurt List, Politiker
- Sigi Bergmann, Sportjournalist und ORF-Moderator (2018)[59]
- Josef M. Doeller, Domkapellmeister, Dozent an der Kunstuniversität Graz (2018)
- Henry Neumüller, Professor und Hobbygenealoge (2019)
- Josef Semler, ehemaliger Kommandant der Feuerwehr Penzendorf[60] und ehemaliger Abschnittsbrandinspektor im Bereichsfeuerwehrverband Hartberg (2019)[61]
- Monika Martin, Sängerin (2019)[62]
- Christian Schuhböck, Landschaftsökologe (2019)[61][63]
- Uwe Kozina, Biologe und Umwelterzieher (2019)[64]
- Daniela List und Birgit Sandler, Politikerinnen (2020)[20]
- Ewald Raudner, ehemaliger Kommandant der Feuerwehr Gaisfeld und ehemaliger Abschnittsbrandinspektor im Bereichsfeuerwehrverband Voitsberg (2021)
- Markus Pichler, Geschäftsführer Sportunion Steiermark (2023)[65]
- Claudia Rossbacher, Krimiautorin (2023)
- Josef Döller, Domkapellmeister (2023)
- Kurt Zernig, Initiator des Vereins „RosaLilaPantherInnen“ (2023)
- Verena Baumgartner, Landtagsabgeordnete (2023)
- Manfred Eder, Bürgermeister Krakaudorf (2023)
- Sabine Fuchs, Professorin Pädagogische Hochschule Steiermark (2023)
- Johann-Martin Hochegger, Vorsitzender Katholische Arbeitnehmer:innen Bewegung Steiermark (2023)
- Andreas Klauser, Iveco Magirus (2023)
- Gottfried Lintschinger, Vizepräsident Steirischer Skiverband (2023)
- Karl Stocker, Professor FH Joanneum Graz (2023)
- Alois Urschler, Vizeleutnant Militärkommando Steiermark (2023)
- Ernst Gissing, Obmann des Vereins Naturpark Steiermark (2023)[47]
- Johann Günther Kaufmann, Fleischer (2023)
- Michaela Reitbauer, Obfrau des Lesezentrums Steiermark (2023)
- Peter Dieter Alfred Worm, Ministerialdirektor (2023)
- Gottfried Halwachs, Unternehmer (2023)
- Johann Hasenhütl, (2023)
- Johann Hiden, Bürgermeister Gemeinde Geistthal-Södingberg (2023)
- Manfred Jaritz, „Hörgaser Buam“ (2023)
- Jürgen Pail, Sportler (2023)
- Adolf Pinegger, Medizinalrat (2023)
- Gerhard Postl, Mediziner (2023)
- Hermann Reindl, Nationalratsabgeordneter und Vizebürgermeister Gemeinde Fischbach (2023)
- Ignaz Schiester, Ehren-Brandrat (2023)
- Heike Schmidt, Europachefin des Serviceclubs Zonta (2023)[66]
- Ingrid Adam-Kaltenegger, Chorleiterin, Musikerzieherin und Politikerin (2024)[67]

### Ohne Datum
- Erwin Falkner, Bürgermeister von Kaindorf (1980 bis 1999), Bezirksjägermeister (10 Jahre lang) und Gemeindekassier (1968 bis 1980)
- Dieter Raidl, Leiter des Museums Pfeilburg

## Ehrenzeichen des Landes Steiermark für Wissenschaft, Forschung und Kunst
- 2017: Alfred Kolleritsch, Willibald Riedler, Karin Schaupp[68]
- 2018: Wolfgang Baumjohann, Klaus Hoffer, Karin Maria Schmidlechner-Lienhart[38], Günter Brus, Mathis Huber[69]
- 2019: Hildegard Greinix, Werner Hollomey, Friedrich Kleinhapl, Richard Kriesche,[70] Christa Fonatsch, Manfred Prisching, Franz Yang-Mocnik, Edith Zeier-Draxl[71]
- 2020: Max Aufischer, Herbert Edelsbrunner, Ilse Weber, Anita Ziegerhofer[72][73]
- 2021: Olga Flor, Klaus Kada, Astrid Kury[74]
- 2022: Gabriele Berg, Gerhard Schickhofer, Barbara Stelzl-Marx,[75] Karl Acham, Heinz Dieter Kurz, Elisabeth Scharang[76][77] Berndt Luef, Christine A. Maier und Hans Georg Ruppe[12]
- 2023: Maximilian Droschl (Literaturverlag Droschl), Elisabeth Edl, Gottfried Kirchengast,[13] Almuthe Christine Hauer, Peter Pakesch, Franz Dampfhofer, Johannes Chum, Gerd Kühr[26]
- 2024: Herbert Brandl,[78] Heide Osterider-Stibor, Seiichi Furuya, Elisabeth Harnik, Wilhelm Hengstler, Klaus Kastberger, Margarethe Solar-Tiesel, Theresa Zammit Lupi[51] Dorothee Steinbauer und Wolfgang Dobrowsky, Künstler; Gerhard Kosel, Künstler; Renate Maak, Textilkünstlerin; Angelika Reitzer, Sprachkünstlerin; Michael Schilhan, Künstler; Wolfgang Temmel, Multimediakünstler[54]
- 2025: Elisabeth Fiedler, Sandy Lopicic, Lorenz Maierhofer, Walter Pisk, Peter Strasser, Astrid Maria Veronig[56]

## Ehrenzeichen des Landes Steiermark für Wissenschaft, Forschung und Kunst, I. Klasse
- 2023: Klaus Maria Brandauer[79][80]
- 2024: Barbara Frischmuth, Hubert Schmalix und Rudolf Zechner;[27][81] Dietmar Feichtinger, Architekt und Beat Furrer, Universitäts-Professor[82]